# Quân khu Đế quốc Nga
Trong Quân đội Đế quốc Nga, quân khu (tiếng Nga: вое́нный о́круг, voyenny okrug) là tập hợp lãnh thổ của các đơn vị quân đội, tổ chức cấu thành, học viện, và các đơn vị quân sự địa phương khác.  Quân khu được thành lập với mục đích quản lý các đơn vị quân đội hiểu quả hơn, đồng thời các hoạt động đào tạo và tính cơ động sẵn sàng chiến đấu tốt hơn.

## Lịch sử
Trong Quân đội Đế quốc Nga, quân khu đầu tiên được Dmitry Milyutin thành lập năm 1862–1864 để thay thế cho Thanh tra Quân sự trước đây. Quân khu được tổ chức bao gồm lãnh thổ hành chính dân sự của các Guberniya và các uyezd. Từ 1892 có tổng cộng 13 Quân khu trong lãnh thổ Để quốc Nga, gồm các quân khu sau:
1. Quân khu Petersburg (Петербу́ргский вое́нный о́круг) – Saint Petersburg, Olonets, Arkhangelsk, Novgorod, Pskov, Estonia và 4 uyezd Livonia gubernya (Pernov, Fellinskiy, Valkskiy và Verrosskiy)
2. Quân khu Vilno (Ви́ленский вое́нный о́круг) – Vilno, Grodno, Kovno, Kurland, Livonia (không bao gồm 4 uyezds ở trên), Vitebsk, Mogilev, Minsk và Suwałki (Không có uyezd Shchuchinsk)
3. Quân khu Warsaw (Варша́вский вое́нный о́круг) – Vương quốc Lập hiến Ba Lan không bao gồm phần Suwałki trong Quân khu Vilno
4. Quân khu Kiev (Ки́евский вое́нный о́круг)  – Kiev, Podolia, Volhynia, Chernigov, Poltava, Kharkov, Kursk
5. Quân khu Odessa (Оде́сский вое́нный о́круг) – Bessarabia, Kherson, Yekaterinoslav, Taurida
6. Quân khu Moscow (Моско́вский вое́нный о́круг) – Moskva, Smolensk, Tver, Yaroslavl, Kostroma, Vologda, Vladimir, Nizhniy-Novgorod, Kaluga, Tula, Ryazan, Orel, Tambov, Voronezh
7. Quân khu Kazan (Каза́нский вое́нный о́круг) – Kazan, Vyatka, Perm, Ufa, Simbirsk, Samara, Penza, Saratov, Astrakhan (với lực lượng Astrakhan, Ural và Orenburg Cossack)
8. Quân khu Caucasus (Кавка́зский вое́нный о́круг) – Stavropol gubernya với toàn bộ Kavkaz và Transcaucasia (bao gồm cả lực lượng Kuban và Terek Cossack)
9. Quân khu Turkestan (Туркеста́нский вое́нный о́круг) – khu vực (область): Syrdar (với phân khu Amu Dar'ya), Samarkand và Fergana
10. Quân khu Omsk (О́мский вое́нный о́круг) – Tobolsk và Tomsk, Akmolinsk, Semipalatinsk và Semirechye (với lực lượng Cossack địa phương).
11. Quân khu Irkutsk (Ирку́тский вое́нный о́круг) – Irkutsk, Yeniseysk, lãnh thổ Yakutsk (với lực lượng Cossack địa phương).
12. Quân khu Amur (Аму́рский вое́нный о́круг) – lãnh thổ Transbaikal, Amur (với lực lượng Cossack địa phương), vùng ven biển Thái Bình Dương và Đảo Sakhalin
13. Lực lượng Tỉnh Don, Quân khu Donskoy có quyền và trách nhiệm do Tư lệnh lực lượng và Thống đốc chỉ định; kiểm soát quân khu bao gồm lực lượng Don Cossack và chính quyền.

Trong Thế chiến I những phần còn sót lại của Quân khu Vilno được tổ chức thành 2 quận: Dvina và Minsk.
Tư lệnh Quân khu được gọi Sĩ quan lực lượng Quân khu (tên gọi) (tại Quân khu Petersburg – Tổng tư lệnh là Sa hoàng), với tất cả lực lượng, cơ quan quân đội và các đơn vị khác trực thuộc.
Tại một số khu vực, chỉ huy quân khu cùng lúc đó là Thống đốc của địa phương
Kiếm soát Quân khu bao gồm Hội đồng Quân khu và tham mưu Quân khu, các lượng lượng pháo binh, công binh, hậu cần, y tế...
Tuy nhiên, vào đầu Thế chiến thứ nhất, có 12 quân khu còn lại:: Dvinsk, Irkutsk, Kavkaz, Kazan, Kiev, Minsk, Moscow, Odessa, Omsk, Petrograd, Amur và Turkestan.

### Các Quân khu khác
- Quân khu Phần Lan (Финля́ндский вое́нный о́круг) – i bao gồm tất cả tám tỉnh Đại Công quốc Phần Lan. Sau đó được sáp nhập vào Quân khu Petersburg (1864–1905).
- Quân khu Kharkov (1864–1888)
- Quân khu Riga (1864–1870)
- Quân khu Orenburg (1865–1881)
- Quân khu Tây Siberian (1822–1882)
- Quân khu Đông Siberian (1865–1884)
- Quân khu Siberian (1899–1906)
- Transcaspian (1890–1899)
- Quân khu Trans Amur thuộc Lực lượng Biên phòng Độc lập  (1901–1914)